# Entente Sportive Sétifienne
L'Entente Sportive Sétifienne, noto anche come ES Sétif, è una società calcistica algerina di Sétif, fondato nel 1958. Milita nella Ligue 1, la massima divisione del campionato algerino di calcio. 
Ha vinto 7 campionati nazionali, 8 Coppe d'Algeria, oltre a 2 Coppe dei Campioni d'Africa (1988 e 2014) e una Coppa afro-asiatica.
I suoi colori sociali sono il bianco e il nero.

## Storia

### Il debutto
Fondato nel 1958,l'ES Setif diventa rapidamente uno dei club più importanti d'Algeria. Il club vinse la coppa nazionale 4 volte (1963, 1964, 1967, 1968) prima di vincere il suo primo campionato nel 1968.

### Dal 1960 al 2000
Dopo 12 anni senza vittorie il sodalizio vinse la coppa nazionale nel 1980 e 7 anni più tardi il secondo titolo nazionale. Questo successo permise alla compagine di qualificarsi alla CAF Champions League del 1988, dove trionfarono in finale contro i nigeriani dell'Iwuanyanwu Nationale FC. Nello stesso anno, la società retrocedette in seconda divisione. Nonostante la relegazione, il club vinse la coppa Afro-Asiatica contro l'Al Sadd Doha. L'ES Sétif è l'unica squadra algerina ad aver vinto questa competizione.

### Rinnovo
Il 2000 ha segnato il ritorno dei bianco-neri nell'élite del campionato algerino. Sotto la guida del presidente Abdelhakim Serrar il club vinse 8 titoli tra il 2007 e il 2010, raggiungendo anche nel 2009 la finale della CAF Confederation Cup persa contro lo Stade Malien. Nel 2012 il club realizza il double campionato/coppa nazionale. Nel 2014 vince la sua seconda CAF Champions League.

## Palmarès

### Competizioni nazionali
- Campionato algerino: 7

1968, 1987, 2007, 2009, 2012, 2013, 2015
- Coppa d'Algeria: 8

1963, 1964, 1967, 1968, 1980, 1989, 2010, 2012
- Supercoppa d'Algeria: 1

2015
- Ligue 2: 2

1988-1989, 1996-1997

### Competizioni internazionali
- CAF Champions League: 2

1988, 2014
- Supercoppa CAF: 1

2015
- Champions League araba: 2

2007, 2008
- Coppa afro-asiatica: 1

1989

### Altri piazzamenti
- Campionato algerino:

Secondo posto: 1983, 1986, 2009-2010, 2013-2014
Terzo posto: 2007-2008, 2010-2011
- Coppa d'Algeria:

Finalista: 2007
- CAF Champions League:

Semifinalista: 2018, 2021-2022
- Coppa delle Coppe d'Africa:

Semifinalista: 1991
- Coppa della Confederazione CAF:

Finalista: 2009

## Organico

### Rosa 2013-2014
Dati aggiornati al 9 aprile 2014
| N. |                    | Ruolo | Calciatore                |
| -- | ------------------ | ----- | ------------------------- |
| 1  | Algeria (bandiera) | P     | Mohamed Benhamou          |
| 3  | Algeria (bandiera) | D     | Riad Benchadi             |
| 5  | Algeria (bandiera) | D     | Smaïl Diss                |
| 6  | Algeria (bandiera) | C     | Farouk Belkaid            |
| 7  | Algeria (bandiera) | C     | Khaled Gourmi             |
| 8  | Algeria (bandiera) | D     | Mourad Delhoum (capitano) |
| 10 | Algeria (bandiera) | A     | Abdelmoumene Djabou       |
| 11 | Algeria (bandiera) | A     | Mokhtar Benmoussa         |
| 12 | Algeria (bandiera) | P     | Tarek Berguiga            |
| 13 | Algeria (bandiera) | A     | Mohamed Amine Aoudia      |
| 14 | Algeria (bandiera) | C     | Amir Karaoui              |
| 15 | Algeria (bandiera) | C     | Mohamed El Amine Tiouli   |

| N. |                         | Ruolo | Calciatore          |
| -- | ----------------------- | ----- | ------------------- |
| 16 | Algeria (bandiera)      | A     | Rachid Ferrahi      |
| 17 | Algeria (bandiera)      | A     | Youcef Ghazali      |
| 18 | Algeria (bandiera)      | A     | Youssef Sofiane     |
| 19 | Algeria (bandiera)      | P     | Nassim Benkhodja    |
| 20 | Algeria (bandiera)      | D     | Mokhtar Megueni     |
| 21 | Algeria (bandiera)      | C     | Sofiene Zaaboub     |
| 23 | Algeria (bandiera)      | A     | Rachid Nadji        |
| 24 | Camerun (bandiera)      | A     | Cyrille Ndaney      |
| 28 | Burkina Faso (bandiera) | C     | Kouamé Valentin     |
| 27 | Algeria (bandiera)      | A     | Abderahmane Hachoud |
| 29 | Algeria (bandiera)      | D     | Adel Lakhdari       |
| 36 | Algeria (bandiera)      | A     | Akram Djahnit       |